# Didierea
Didierea es un género  de plantas con flores perteneciente a la familia de las didiereáceas. Comprende 2 especies.

## Descripción
Las especies de este género crecen como arbustos o árboles fuertes, dioicos y espinosos, con tallos individuales gruesos que pueden crecer hasta 6 m de altura. En los tallos encontramos bultos o verrugas dispuestas en espiral y sobre las que se encuentran las areolas, de las que emergen rosetas de hojas estrechas y efímeras. Además, en las verrugas se forman de 4 a 8, (rara vez solo 1 o hasta 12), espinas rígidas, en forma de agujas y radiantes.
Las flores, dispuestas en umbelas, surgen de las areolas de la parte superior de los tallos. Tienen 8 estambres y los frutos son triangulares.

## Distribución
Es endémico de Madagascar, donde forman un componente importante de los bosques espinosos. 

## Taxonomía
El género Didierea fue descrito por el botánico francés Henri Ernest Baillon y publicado por primera vez en la revista científica Bulletin Mensuel de la Société Linnéenne de Paris 1: 258 en 1880.

Etimología
Didierea: nombre genérico otorgado en honor al naturalista y explorador Alfred Didié, quien realizó investigaciones en Madagascar y contribuyó al estudio de la flora de la isla. La terminación -ea es común en la nomenclatura botánica y se utiliza para formar nombres de géneros, siguiendo las reglas del sistema de nomenclatura internacional.

## Especies aceptadas
Actualmente, el género Didierea consta de 2 especies aceptadas según la Plants of the World Online (POWO):
| Imagen | Nombre científico                 | Distribución           |
| ------ | --------------------------------- | ---------------------- |
|        | Didierea madagascariensis Baillon | Suroeste de Madagascar |
|        | Didierea trollii Capurón & Rauh   | Sur de Madagascar      |